# Cúchulainn

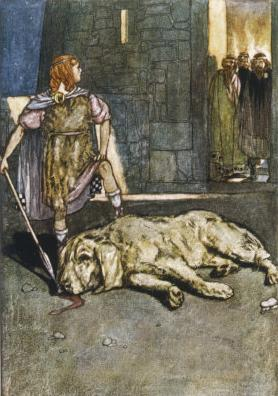
Az ifjú Cúchulainn, Stephen Reid 1904-ben készített illusztrációja.

Cúchulainn (vagy Cú Chulainn, Cú Chulaind, Cúchulain, Cuchullain (írül Culann kutyája, magyar szövegekben gyakran Kuhulin) ír mitológiai alak, a leghíresebb ír mondahős, az ulsteri ciklus néven ismert legendakör központi szereplője, és a Táin Bó Cuailnge című eposz főhőse. Gyermekként neve Sétanta (magyar szövegekben gyakran Szetanta) volt. Kocsisa, Láeg, a legendákban mindig Cúchulainn oldalán van, ahogy gyakran említik két lovát, a Machai Szürkét és a Fekete Sainglaint is. Híres, mágikus lándzsája a Gáe Bulga, amit mentora, Scáthach skót harcosnő ajándékoz neki. A legendák szerint ez a lándzsa sosem téveszti el az ellenfél szívét. Cúchulainn megjelenik a skót és a man-szigeti mitológiában is.
Történetének leghíresebb és máig leggyakrabban forgatott angol nyelvű összefoglaló feldolgozását Lady Isabella Augusta Gregory (ismert nevén Lady Gregory) írta. 1902-ben jelent meg, „Cuchulain of Muirthemne, The Story of the Men of the Red Brabch of Ulster” címmel, William Butler Yeats előszavával.

## Gyermekkora
Anyja Deichtine, gyakran a legendás ulsteri király Conchobar mac Nessa (magyar szövegekben gyakran Konhovár) leánya. Egyes történetváltozatok szerint Deichtine először Lugh Lámfhota (Lugh, a Hosszúkarú) által varázslattal esik teherbe (szeplőtlenül), ám gyermeke elvetél. Második gyermekének Sualtam mac Róich (Deichtine férje) az apja, ám az ifjú Sétantában újjászületik az elvetélt gyermek (tehát Lugh Lámfhota gyermeke). Egy történet szerint hét jelentős személy is jelentkezik a nevelőapa posztjára, Deichtine pedig mindegyikük felkérését elfogadja udvariasságból.
A Culann kutyája nevet úgy kapta, hogy még kisgyermekként önvédelemből megölte Culann, a kovács rettegett hatalmas házőrző kutyáját és a kovácsot kárpótlandó vállalta, hogy átveszi a házőrző szerepét, amíg új kutyát nem nevel. A történet egyes változatai szerint úgy végzett a kutyával, hogy a hurling nevű hagyományos ír sport botjával sliotart, a sport bőrgolyóját hajította a kutya torkába.
Nevelőatyja házából még gyermekként nagyapja, Conhobar házába ment, úgy haladva mindenki másnál gyorsabban, hogy maga elé hajította a botot és a labdát és elkapta őket, mielőtt leestek volna. Hétéves korában öltözött először fegyverbe, mert véletlenül meghallotta Cathbad druida jóslatát, hogy aki azon a napon ölt fegyvert, hírneve örökké élni fog, bár az élete rövid lesz. (Többek közt a jóslat miatt Kuhulint gyakran a görög Akhilleuszhoz hasonlítják.) Még azon a napon a környéken a gyermek Kuhulin több rettegett harcost ölt meg.